# Barbara Ess
Barbara Ess, pseudonimo di Barbara Eileen Schwartz (Brooklyn, 4 aprile 1944 – Elizaville, 4 marzo 2021), è stata una fotografa, musicista e curatrice editoriale statunitense.
Come fotografa si dedicò principalmente alla stenoscopia, mentre come musicista fu molto attiva nella scena No wave newyorkese, nell'ambito della quale curò la pubblicazione mixed media chiamata Just Another Asshole.
Ha insegnato fotografia al Bard College dal 1997. Nel 2024 è stato istituito un premio annuale per aiutare gli studenti di fotografia del Bard College in difficoltà chiamato The Barbara Ess Fund for Artistic Expression in Photography.

## Barbara Ess nei musei
- Centre Pompidou, Parigi
- Museum of Contemporary Art, Los Angeles
- Museum of Modern Art, New York
- Whitney Museum, New York
- San Francisco Museum of Modern Art, San Francisco

## Pubblicazioni
- I Am Not This Body: The Pinhole Photographs of Barbara Ess, Aperture, 2001, ISBN 9780893819361. - con testi di Guy Armstrong, Michael Cunningham, Thurston Moore, Barbara Ess

## Discografia

### Solista
- 2009 - Theoretical Record

### Con The Static
- 1979 - Phobia
- 1979 - At Riverside Studios London - con Dan Graham

### Con Y Pants
- 1980 - Little Music
- 1982 - Beat It Down

### Con Glenn Branca
- 1983 - Symphony No. 1 (Tonal Plexus)
- 1983 - Symphony No. 3 (Gloria) (Music For The First 127 Intervals Of The Harmonic Series)
- 1992 - Symphony No. 2 (The Peak Of The Sacred)
- 2006 - Indeterminate Activity Of Resultant Masses

### Ultra Vulva
- 1995 - Twist In Bed

### Radio/Guitar
- 2001 - Radio Guitar
- 2004 - Thrum

## Filmografia
- 2009 - 135 Grand Street New York 1979 - regia di Ericka Beckman